# Javier Martín Torres
Francisco Javier Martín Torres, nacido el 27 de julio de 1970 en Andújar (Jaén), es un físico español licenciado en Física por la Universidad de Granada y que realizó su tesis doctoral en la Universidad de Oxford.
Martín Torres está especializado en ciencia atmosférica (tanto de la Tierra como de Marte y de exoplanetas), geofísica y astrobiología. Ha publicado más de 150 artículos científicos en estas áreas y ha contribuido a más de 500 presentaciones en conferencias internacionales.
Es catedrático en Ciencia Atmosférica en la Luleå Tekniska Universitet (LTU) de Suecia y funcionario investigador científico del CSIC, asignado al Instituto Andaluz de Ciencias de la Tierra, situado en Armilla, Granada, España. Es también profesor visitante en la Escuela de Física y Astronomía de la Universidad de Edimburgo, y profesor designado por la  Universidad de Okayama. Anteriormente ha trabajado para la Agencia Espacial Europea, el Instituto de Tecnología de California, el Lunar y Planetario de Laboratorio, y durante diez años para la NASA en el Centro Langley de Investigación y en el Laboratorio de Propulsión a Chorro.

## Investigación sobre Marte
Martín-Torres es el investigador principal del instrumento HABIT  (siglas en inglés de Habitabilidad: la Salmuera, la Irradiación y la Temperatura), que viajará a Marte como parte de la carga útil científica de la misión ExoMars 2020 para investigar, entre otras cosas, el ciclo del agua entre la atmósfera y el regolito marciano. 
Martín-Torres es coautor de los últimos descubrimientos sobre el medio ambiente marciano, concretament de la presencia de nitrógeno fijado, de compuestos orgánicos en el suelo marciano, de la detección de penachos de metano en su atmósfera y de la formación cotidiana de soluciones acuosas en su suelo (Transient liquid water and water activity at Gale crater on Mars)

## Publicaciones seleccionadas
- F. Javier Martín-Torres and María-Paz Zorzano, The Fate of Freedom of a Space Exploration Mission Encountering Life and the Liberty of the “Encountered” Extra-Terrestrial Beings, chapter of the book The Meaning of Liberty Beyond Earth, Space and Society Series, Springer International Publishing; 2015 edition, ISBN 978-3-319-09567-7.
- F. J. Martín-Torres y J. F. Buenestado, ¿Qué sabemos de la vida en el Universo?,  Editorial: CSIC y Catarata, ISBN 978-84-8319-840-7, Páginas: 128, 2013
- Martín-Torres F. J., and A. Delgado-Bonal, A Mathematic Approach to Nitrogen Fixation Through Earth History, chapter of book Nitrogen in Planetary Systems: The Early Evolution of Atmospheres of Terrestrial Planets, ISBN 978-1-4614-5190-7, Springer-Verlag, 2013.
- Trigo-Rodríguez, J. M. and F. J. Martín-Torres, Implication of Impacts in the Young Earth Sun Paradox and the Evolution of Earth's Atmosphere, chapter of book Nitrogen in Planetary Systems: The Early Evolution of Atmospheres of Terrestrial Planets, ISBN 978-1-4614-5190-7, Springer-Verlag, 2013.
- Co-autor de parte del libro del Venus Entry Probe Team, Venus Entry Probe Workshop, Note du Pole de Planetologie, Institut Pierre Simon Laplace des Sciences de l’Environnement Global, ISSN 1768-0042, 2006.